# The Legend of Zelda: The Wind Waker
The Legend of Zelda: The Wind Waker (Japans: ゼルダの伝説 風のタクト, Zeruda no Densetsu Kaze no Takuto, letterlijk "De Legende van Zelda: Dirigeerstokje van de Wind") is het tiende spel uit de serie computerspellen van The Legend of Zelda en verscheen in 2003 op de Nintendo GameCube. De titel werd uitgebracht in Japan op 13 december 2002, in Canada en de Verenigde Staten op 24 maart 2003, in Europa op 3 mei 2003, en in Australië op 7 mei 2003. Phantom Hourglass luidt het directe vervolg in op het spel en is verschenen in het najaar van 2007 op de Nintendo DS. Er kwam een remaster van het spel in HD-beeldresolutie in het najaar van 2013 voor de Wii U.
Het spel speelt zich voornamelijk af op een groep van eilanden in een uitgestrekte zee, wat tevens een gloednieuw element is in de Zelda-serie. De speler bestuurt de Hylian-jongen Link, de protagonist van de Zeldaspellen. Hij moet het opnemen tegen zijn aartsrivaal Ganondorf om het heilige reliek, de Triforce genaamd, terug in veiligheid te brengen. Link moet tijdens zijn avontuur de Grote Zee overzeilen, reizen tussen verschillende eilanden, en tempels en kerkers doorkruisen om de kracht van Ganondorf opnieuw te doen afnemen. Tussen al deze opdrachten door, moet Link ook nog eens op zoek gaan naar zijn ontvoerde zusje Aryll.
The Wind Waker treedt in de voetstappen van Ocarina of Time; de basisbesturing en het controlesysteem worden zo goed als behouden uit de Nintendo 64-klassieker. De nadruk in het computerspel wordt vooral gehouden op het gebruiken en besturen van de Wind Waker, een mysterieus stokje dat door gebruik de wind kan besturen. Sommige critici genoten van de gelijkenissen aan Ocarina of Time, maar klaagden over het langdurig zeilen in het spel. Ondanks dit werd The Wind Waker zowel commercieel als kritisch toch bekroond als een groot succes en kreeg het zelfs vele prijzen in ontvangst.
Het spel heeft, net als zijn voorganger, de GameSpot's Game of the Year prijs gewonnen.

## Verhaal
Link leeft met zijn grootmoeder en jonger zusje Aryll op Outset Island, een van de vele eilanden in de Grote Zee. Onder het volk van de Grote Zee bestaat er een legende over een gigantisch koninkrijk, een koninkrijk met een verborgen, gouden kracht: de Triforce. Ganon, echter, vond deze kracht en stal het om hiermee duisternis over het land te laten verspreiden. Maar plots dook er een in groene gewaden gehulde jongen op, die het duister en kwaad verjoeg met de krachtige Blade of Evil's Bane. De jongen werd sindsdien gekend als de Held der Tijden en werd later zelfs een legende. Maar op een dag begon het kwaad echter weer terug te keren en de Held der Tijden liet zich niet meer zien. Het volk van de Grote Zee is onzeker over het lot van het koninkrijk, maar het is duidelijk dat deze legende in de schaduw ligt van Ocarina of Time, waar de Held der Tijden alsook vocht met Ganon.
Wanneer jongens van Outset Island aan een bepaalde leeftijd komen, worden ze traditioneel in het groen gekleed, net zoals de Held der Tijden vroeger. De ouders hopen de moed van de Held der Tijden aan hun kinderen te kunnen doorgeven. Het is Link's verjaardag wanneer The Wind Waker begint, en hij ontvangt volgens traditie de familiaire groene kleren en kap. Aryll's verrassing voor Link is een telescoop, en wanneer hij hem wil uitproberen, ziet hij een gigantische vogel in de lucht met in zijn klauwen een jong meisje. De vogel blijkt aangevallen te worden door piraten en hij laat het meisje vallen in het bos. Nadat Link een zwaard weet te bemachtigen, trekt hij naar het bos om het meisje te redden. Even later slaat de vogel opnieuw toe en heeft nu Aryll in zijn klauwen genomen. Beiden verdwijnen uit het zicht en Link beseft dat hij zijn zus moet redden, voordat het te laat is.
Het meisje dat Link redde uit het bos heet Tetra, kapitein van een piratenschip. Tijdens Links zoektocht naar Aryll vaart hij samen met Tetra en haar piraten naar het Forsaken Fortress, waar een mysterieus figuur Aryll en een paar andere meisjes gevangen houdt. Later bij hun cel aangekomen, wordt Link gegrepen door de Helmaroc King, de naam van de grote vogel, en smijt hem vervolgens in de zee. Een pratende boot, de King of Red Lions, redt Link uit het water en vertelt hem dat de meester van het Forsaken Fortress niemand minder is dan Ganondorf, het kwaad uit de legende. Nadat Link een zeil heeft gevonden, reist hij naar Dragon Roost Island, waar volgens de King of Red Lions zijn avontuur pas echt begint. Link moet op zoek gaan naar de parels der goden.

#### De parels der goden
In Dragon Roost Island vertelt de King of Red Lions Link dat het eiland de thuisbasis is van een grote draak, genaamd Valoo, en de Rito Tribe. Hij vraagt Link om een mystiek juweel te zoeken met de naam Din's Pearl. Link ontvangt van hem de legendarische Wind Waker, een dirigeerstokje dat de wind kan besturen; de Wind Waker zal een grote rol spelen in zijn avontuur. Hij trekt op pad naar de Rito Tribe en komt daar te weten dat Prince Komali Din's Pearl in bezit heeft, maar weigert deze te geven. Prince Komali is aan de leeftijd gekomen dat leden van de Rito Tribe Dragon Roost beklimmen tot de top om een schaal van Valoo te bemachtigen om vleugels te krijgen om te vliegen. Maar Valoo voelt zich tegenwoordig ongemakkelijk en boos. Prince Komali beslist om hem de Pearl te geven als hij Valoo weer kalm kan maken. Met de hulp van Rito Tribe-lid Medli kan Link zich een weg banen naar Valoo en het monster Gohma verslaan, die Valoo zo onrustig maakt. Achteraf ontvangt Link dan toch Din's Pearl van Prince Komali, die nu eindelijk de berg kan beklimmen om een schaal te halen.
De King of Red Lions voert Link naar zuiden naar de Forest Heaven, om vervolgens de Deku Tree te vragen naar de volgende Pearl. Binnenin de Forest Heaven redt Link de Deku Tree van een groep van ChuChus en de boom introduceert hem vervolgens aan de Koroks, geesten van het bos. De Deku Tree besluit de Pearl aan Link te geven na de afloop van hun ceremonie. Linder informeert de Deku Tree dat de Korok Makar in de Forbidden Woods terecht is gekomen. De Deku Tree vraagt Link om Makar te zoeken in de Forbidden Woods en hem terug te brengen. Even later bevrijdt Link Makar uit de klauwen van een monsterlijke plant, genaamd Kalle Demos en keert hij terug naar de Forest Heaven. De ceremonie wordt voltooid en Link ontvangt Farore's Pearl.
Link zeilt even later richting Greatfish Island, op zoek naar de derde en laatste Pearl. Deze blijkt echter in handen van een grote watergeest, genaamd Jabun. Aangekomen aan het eiland, blijkt alles te zijn verwoest door Ganondorf. Na een zeiltocht naar Windfall Island, ontvangt Link bommen waarmee hij uiteindelijk in zijn thuisbasis Outset Island, de grot kan doen exploderen. De grot is de nieuwe schuilplaats van Jabun en na een gesprek tussen de King of Red Lions en Jabon, ontvangt Link Nayru's Pearl.
Link brengt de drie Pearls naar de tree Triangle Islands en steekt op elk eiland een Pearl in een standbeeld. Een afbeelding van de Triforce verschijnt op de zee en de Tower of Gods rijst op uit de zee, in het midden tussen de drie Triangle Islands. Link betreedt de toren, waar hij het opneemt tegen Gohdan. Na het verslaan van Gohdan, verschijnt er een ring van licht op de zee. Link zeilt naar de ring en wordt meegesleurd naar de bodem van de zee, waar Hyrule Castle licht verborgen. Alle inwoners van Hyrule zijn van steen en de omgeving kleurt wit-zwart. Link ontdekt een geheime trap naar beneden waar het geheime Master Sword verborgen ligt, het zwaard waarmee de Hero of Time Ganondorf zoveel eeuwen geleden versloeg. Als Link het zwaard uit het blok neemt, krijgt de omgeving plots weer kleur en zijn de versteende wezens weer normaal. Hij vernietigt alle vijanden in het kasteel en keert terug naar de bovenwereld voor zijn avontuur voort te zetten.

#### Herstel van het Meester Zwaard
Met het Meester Zwaard in handen keert Link terug naar het Forsaken Fortress en voegt hij zich bij Tetra en de piraten. Hij redt de gevangen meisjes en doodt de Helmaroc King in een dramatisch baasgevecht. Later komt Link oog in oog te staan met Ganondorf en de Heer van het Kwaad vertelt hem dat het Meester Zwaard niet genoeg krachten heeft om het kwaad te verjagen, maar enkel de zegel verbroken heeft. Ganondorf trekt zijn zwaard om Link te doden, maar plots duikt Tetra op. Ganondorf grijpt Tetra en plots merkt hij dat ze het stuk van de Triforce van de Wisdom draagt. Wanneer hij haar tot Princess Zelda benoemd, komt Prince Komali plots aanvliegen om Link en Tetra te redden. Valoo duikt ook op en zet Ganondorfs schuilplaats in lichterlaaie.
Link en Tetra varen samen terug naar het kasteel op de bodem van de zee en gaan de kamer beneden aan de trappen binnen. Daar ontmoeten ze Daphnes Nohansen Hyrule, de koning van Hyrule én de stem van de King of Red Lions. Hij vertelt Link en Tetra dat de bidders van de mensen in de legende waren beantwoordt. De goden verjoegen Ganondorf en heel Hyrule en het koninkrijk werd overspoelt door een regenstorm. De koning neemt een stuk van de Triforce of Wisdom, dat nu compleet is met het stuk in Tetra's ketting. Hierdoor verandert Tetra in Princess Zelda.
Later terug op Dragon Roost Island speelt Link de Earth God's Lyric op de Wind Waker naar Medli. Deze komt hierdoor te weten dat ze de Sage van de Wind is, en Link zal moeten helpen met de herstelling van het Meester Zwaard. Link en Medli vechten zich door de Earth Temple en verslagen de massieve Poe, genaamd Jalhalla. Medli begint te bidden en herstelt een deel van de krachten van het Meester Zwaard. Link laat Medli alleen om haar verder te laten biddenen zeilt vervolgens naar de Forest Haven. Daar aangekomen vindt hij Makar en speelt de Wind God's Aria om Makar te weten te laten te komen dat hij de Sage van de Wind is. Beiden reizen naar de Wind Temple en nemen het daar op tegen de zandworm Molgera. Makar bidt en het Meester Zwaard wordt volledig hersteld.
Daarna gaat Link op verschillende zoektochten naar de acht kaarten die de locatie van de stukken van de Triforce of Courage aangeven. (De locaties van de kaarten worden aangegeven op de In-Credible Chart, maar de verzender Tingle vergat de brief waar de kaart bij zat te frankeren, waardoor link een strafport moet betalen van 201 Rupees.) De kaarten zijn niet te lezen als link de kaarten voor het eerst vindt, maar Tingle kan ze ontcijferen voor 398 rupees per stuk. Uiteindelijk verzamelt Link de stukken uit de zee via de ontcijferde kaarten en herstelt zo de Triforce of Courage, waardoor hij de Held des Winden wordt.

#### De confrontatie met Ganondorf
Met het herstelde Meester Zwaard en de Triforce of Courage keert Link uiteindelijk terug naar Hyrule Castle, waar Zelda niet meer blijkt te zijn. Link breekt met het Meester Zwaard de gigantische barrier achter Hyrule Castle en betreedt Ganon's Tower, waar hij Zelda vindt, ontvoerd door Ganondorf. Hij neemt het op tegen Puppet Ganon, een marionet gecreëerd door Ganondorf zelf. Wanneer deze verslagen wordt volgt Link Ganondorf naar het de top van het kasteel. Hier vertelt hij Link dat hij Hyrule wil overheersen. Hij vertelt dat zijn land in een woestijn-omgeving is gelegen. De drie delen van de Triforce zijn in bezit van Link, Zelda en Ganondorf en vormen samen de Triforce.
Uiteindelijk duelleren Link en Ganondorf tegen elkaar. Met hulp van Princess Zelda verslaat Link uiteindelijk de Meester van het Kwaad en brengt hij terug vrede naar Hyrule. Aan het einde van het verhaal zeilt Link samen met Tetra en haar piraten naar nieuwe avonturen, die worden verder gezet op de Nintendo DS-titel Phantom Hourglass en spirit tracks.

## Ontvangst
| Game              | GameRankings  | Metacritic |
| ----------------- | ------------- | ---------- |
| The Wind Waker    | (GC) 94,43%   | (GC) 96    |
| The Wind Waker HD | (WiiU) 91,08% | (WiiU) 90  |

## Stem cast
- Sachi Matsumoto: Link
- Hikari Tachibana: Princess Zelda/Tetra
- Takashi Nagasako: Ganondorf
- Osamu Hosoi: Diverse
- Asami Imai: Diverse
- Eiji Maruyama: Diverse
- Hironori Miyata: Diverse
- Takeharu Ohnishi: Diverse
- Chiaki Takahashi: Diverse

## The Wind Waker HD
The Legend of Zelda: The Wind Waker HD is een geremasterde versie van het oorspronkelijke GameCube-spel uit 2002.
Het spel heeft verbeterde graphics en voegt als nieuwe elementen HD-beeldresolutie, een aangepaste engine en enkele aangepaste gameplay-elementen. Zo wordt het aanraakscherm van de Wii U gamepad gebruikt als overzichtskaart en voor het tonen van de inventaris. Spelers kunnen daarbij gebruikmaken van de bewegingsbesturing. Het is het eerste Legend of Zelda-spel dat werd uitgebracht voor de Wii U.
Het spel werd in recensies positief ontvangen. Op verzamelwebsite Metacritic heeft het spel een score van 90%.

## Trivia
- Het spel is opgenomen in het boek 1001 Video Games You Must Play Before You Die van Tony Mott.